# Arsin
Arsin (Arsenovodik, {\displaystyle {\ce {AsH_3}}}), kratkotrajni nervni, i krvni bojni otrov. Iako pronađen još 1775., pripreman je tek za Drugi svjetski rat.

## Dobivanje i svojstva
Dobiva se djelovanjem razblažene sumporne kiseline na arsenide metala (cinka, magnezija, kalcija). Na običnoj temperaturi je bezbojan plin. U čistom stanju skoro je bez mirisa, ali zbog raspadanja daje intenzivan i neugodan miris na češnjak. Pri normalnom pritisku kondenzira se na −55 °C, a stvrdnjava na 113 °C. Gustoća pare (u odnosu na zrak) iznosi 2,66, napon pare na 20 °C mu je ii 360 torra, a hlapljivost na 0°C je 30 900 000 mg/m3. U litru hladne vode razloži se 0,2 l arsina. Dobro se razlaže u terpentinu, a slabije u alkoholu i eteru. Nepostojan je na običnoj temperaturi razlaže se postepeno, a na 400°C trenutno. Nestabilan je i u metalnim posudama, jer metali djeluju katalitički na njegovo raspadanje. Reagir sporo s bakrom, mjedi i niklom. S vodom hidrolizira brzo, ali samo djelomično, jer se brzo uspostavlja ravnoteža.
Koncentracija od 0,15 g/m3 otkriva se po mirisu, od 2,5 g/m3 nepodnošljiva, a od 5 g/m3 smrtonosna. Zbog velike hlapljivosti, smrtne koncentracije postižu se brzo. Može se upotrijebiti u obliku arsenida, spomenuti metala, jer oni reagiraju s vodom daju arsin. Plinska maska potpuno štiti od arsina.

## Djelovanje na ljudski organizam
Arsin dopire u organizam kroz organe za disanje i razara crvena krvna zrnca, tj, ima hemolitičko djelovanje. Također djeluje i na pluća, jetru, bubrege, nadbubrežne žlijezde i na središnji živčani sustav. Mehanizarn hemolitičkog djelovanja nije potpuno istražen. Trovanje se razvija u tri stupnja. 
| Naziv         | Vrijeme nakon pojave simptoma | Simptomi |
| ------------- | ----------------------------- | --- |
| Prvi stupanj  | 3 – 8 sati                    | Povraćanje, glavobolju i vrtoglavicu, opću slabost, gađenje, hladnoću, bolove u predjelu bubrega i ispod prsne kosti, teško disanje, bljedilo s jakom cijanozom, sužavanje zjenica, ubrzan, ali ravnomeran rad srca. |
| Drugi stupanj | 8 – 10 sati                   | Tamnocrvena mokraća sa znacima oštećenja funkcije bubrega; količina mokraće postepeno se smanjuje. |
| Treći stupanj | 2 – 3 dana                    | Žutica i bolovi u predjelu jetre, povraćanje žuči i krv, suho grlo, jaka žeđ, koža postepeno dobiva boju čokolade, osjećaj straha, buncanje, javljaju se grčevi mišića, koma i smrt.                                 |
| Treći stupanj | rjeđe 7 – 8 dana              | Žutica i bolovi u predjelu jetre, povraćanje žuči i krv, suho grlo, jaka žeđ, koža postepeno dobiva boju čokolade, osjećaj straha, buncanje, javljaju se grčevi mišića, koma i smrt.                                 |
| Treći stupanj | najteži slučajevi isti dan    | Žutica i bolovi u predjelu jetre, povraćanje žuči i krv, suho grlo, jaka žeđ, koža postepeno dobiva boju čokolade, osjećaj straha, buncanje, javljaju se grčevi mišića, koma i smrt.                                 |

### Postupak liječenja
Ako otrovana osoba preživi, oporavlja se vrlo sporo s posljedicama bolesti jetre, bubrega i. Otrovanog treba što prije izvući iz otrovanog prostora, dobro utopliti i najhitnije ga poslati liječniku. Daljnje liječenje je simptomatsko. Na početku, radi uklanjanja otrova i raspadnutih produkata, otrovanoj se osobi pušta krv koja se nadoknađuje transfuzijom te mu se obilno daje kisik. Bolesniku se zatim daje 10% magnezijevog-hiposulfita ({\displaystyle {\ce {MgSO_2}}}), injekcije od 25% glikoze, radi jačanja srca, strofantin, kofein i kardijazol. 